# Peter Kristiansen
Peter Kristiansen (født 1941, død 28. maj 2007) var en dansk radioproducer. Han stod bag programmer som Ultralyd, Lydmuren og Lydpotten på DR og er kendt for LP-udgaven af Per Højholts Turbo.

## Anerkendelser
- 1989 Prix Italia-guld for Eliten fra Minefeltet
- 2004 Kryger-prisen

## Reference
1. ↑  "Om Ultralyd – dr.dk/P1/Ultralyd". Arkiveret fra originalen den 9. maj 2011. Hentet 12. september 2011.{{cite web}}:  CS1-vedligeholdelse: Uegnet url (link)